# مانامی هاشیموتو
مانامی هاشیموتو (انگلیسی: Manami Hashimoto؛ زادهٔ ۸ اوت ۱۹۸۴) یک هنرپیشه اهل ژاپن است.